# Manuela Malasaña (metrostation)
Manuela Malasaña is een metrostation in Móstoles. Het station werd geopend op 11 april 2003 en wordt bediend door lijn 12 van de metro van Madrid.